# VI. Gusztáv Adolf svéd király
VI. Gusztáv Adolf svéd király (teljes nevén Oscar Fredrik Wilhelm Olaf Gustaf Adolf; Stockholm, 1882. november 11. – Helsingborg, 1973. szeptember 15.) Svédország királya 1950-től haláláig.

## Uralkodása
Pár nappal 68. születésnapja előtt 1950. október 29-én apja V. Gusztáv halálakor lépett trónra. Ekkoriban ő volt a világ legidősebb trónörököse. (Ezt unokaöccse a későbbi III. Károly brit király törte meg 2016. november 2-án.) Személyes mottója a „Kötelesség minden előtt.” volt. VI. Gusztáv Adolf uralkodása alatt folyamatban volt az új svéd alkotmány kidolgozása, amely az 1809-es alkotmányt váltotta volna fel. Néhány svéd vezető jelentős változtatásokat szeretett volna elérni. Többek között a király egyeduralkodói szerepének enyhítését. VI. Gusztáv Adolfot személyes tulajdonságai népszerűvé tették őt a svéd emberek körében, és ennek következtében erős támogatás alakult ki a monarchia megtartása mellett. Gusztáv Adolf széles körű tudása és érdeklőése (ideértve az építészetet és a növénytant is) tiszteletre méltóvá tették őt, ahogyan az informális és szerény természete, valamint pompázástól való szándékos elzárkózása is. Habár a monarchia de facto elárendeltje a Riksdagnak (svéd parlament) és a minisztereknek az 1917-ben meghatározott parlamenti szabályok óta, a király még mindig jelentős hatalommal rendelkezik. Azonban VI. Gusztáv Adolf uralkodása alatt sosem mondott ellent minisztereinek. VI. Gusztáv Adolf 1973-ban hunyt el, a régi helsingborgi kórházbban, Skåne-ban, közel a nyári rezidenciájához, a Sofiero-kastélyhoz, miután egészsége fokozatosan romlott és tüdőgyulladást kapott. A trónon 27 éves unokája, Károly Gusztáv követte.
Nem sokkal halála előtt VI. Gusztáv Adolf jóváhagyta az új alkotmányt, amely megfosztotta a mindenkori svéd királyt megmaradt politikai hatalmától. Az új dokumentum 1975-ben lépett életbe, két évvel Gusztáv Adolf halála után. Így unokája már csak ceremóniális feladatokat lát el.

## Érdeklődései
Érdekelte a régészet, a tenisz, a tanítás (tanár is volt egy időben).

## Gyermekei
- Oscar Frederik Arthur Edmund Gusztáv Adolf (1906. április 22. – 1947. január 26.)
- Oscar Frederik Sigvard (1907. június 7. - 2002. február 4.)
- Victoria Sophia Louise Margareta Ingrid (1910. március 28. – 2000. november 7.)
- Gusztáv Oscar Karel Eugenius Bertil (1912. február 28.  –   1997. január 5.)
- Carl Johan Arthur (1916. október 31. - 2012. május 5.)

## Numizmatika és notafília
VI. Gusztáv Adolf neve szerepelt betűkkel kiírva az 1, 2 és 5 öre névértékű érméken, uralkodói monogramja a 10, 25 és 50 öre névértékű érméken, végül portréja az 1, 2 és 5 koronás forgalmi érméken és az 1966-os ezüst 5 koronás, és az 1972-es ezüst 10 koronás emlékérmén.
A svéd bankjegyek közül az 1954 és 1963 között kibocsátott 5 koronás, az 1963 és 1990 között kibocsátott 10 koronás és az 1958 és 1991 között forgalomban lévő, legnagyobb címletű 10 000 koronás bankjegy előoldalán szerepelt VI. Gusztáv Adolf portréja. Az uralkodó az 5 és a 10 000 koronáson hadsereg-főparancsnoki egyenruhát viselt, még a 10 koronás bankjegyen profilból volt látható.

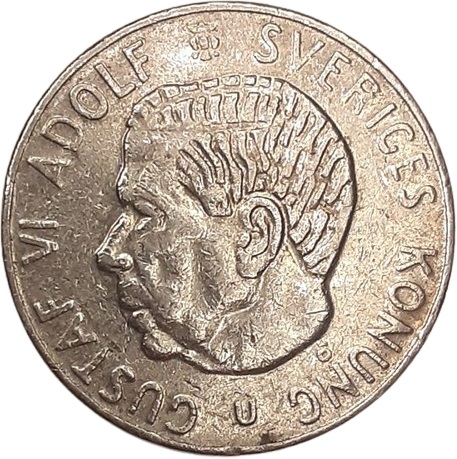
VI. Gusztáv Adolf svéd király portréja az 1 koronás érme előoldalán.